# کشتار آرد
کشتار آرد (عربی: مجزرة الطحين‎) در ۲۹ فوریه ۲۰۲۴ در نوار غزه رخ داد و دست‌کم ۱۱۸ فلسطینی کشته و ۷۶۰ نفر دیگر زخمی شدند. این واقعه زمانی اتفاق افتاد که نیروهای اسرائیلی به سوی فلسطینی‌ها که برای دریافت غذا از کامیون‌های کمک‌رسانی در خیابان ساحلی الرشید در شهر غزه تجمع کرده بودند، آتش گشودند. این حادثه مرگبارترین واقعه تلفات جمعی در نوار غزه از زمان آغاز حمله اسرائیل به‌شمار می‌رود و تنها یک روز پس از گزارش برنامه جهانی غذا مبنی بر خطر قحطی برای بیش از نیم میلیون فلسطینی در غزه، رخ داد.
کاروانی از کمک‌های انسانی در صبح روز حادثه وارد نوار غزه شمالی شد. کامیون‌ها توسط بازرگانان فلسطینی تأمین شده بودند و امنیت و سازماندهی آن‌ها بر عهده اسرائیل بود. اسرائیل گفته که نیروهایش احساس خطر کردند از جمعیت فلسطینی‌ها و ابتدا تیراندازی‌های هشدارآمیز به هوا انجام دادند و سپس آتش گشودند که منجر به کشته شدن کمتر از ده نفر شد. به گفته اسرائیل، باقی‌مانده قربانیان در پی ازدحام جان خود را از دست دادند. اما بازماندگان این واقعه آن را کمین توصیف کردند و اعلام کردند که نیروهای اسرائیلی به‌طور عمدی به سمت فلسطینی‌ها که به سمت کامیون‌های کمک حرکت می‌کردند، آتش گشودند. این اقدام باعث ایجاد هجوم برای فرار از تیراندازی و افزایش شمار تلفات شد.
تحقیقات سی‌ان‌ان نشان داد که ادعای اسرائیل مبنی بر این که حادثه پس از ساعت ۴:۳۰ صبح به وقت محلی آغاز شده، مورد تردید قرار دارد. این شبکه ویدیوهایی از بازماندگان جمع‌آوری و تجزیه و تحلیل کرده است که نشان می‌دهد تیراندازی هفت دقیقه پیش از زمان ادعایی آغاز شده بود. همچنین، سی‌ان‌ان گزارش کرد که تصاویر پهپادی منتشر شده توسط ارتش اسرائیل لحظه‌ای که موجب پراکنده شدن جمعیت‌ها شد را ثبت نکرده است و اسرائیل درخواست‌ها برای ارائه فیلم‌های کامل و ویرایش‌نشده را رد کرده است.
مسئولین سه بیمارستان مختلف گزارش دادند که بیش از ۱۰۰، ۱۴۲ و «ده‌ها» نفر را با جراحات ناشی از گلوله درمان کرده‌اند. همچنین، بیمارستان الشفاء آمار «تعداد زیادی جراحات ناشی از گلوله» را تأیید کرد که توسط سازمان ملل متحد نیز تأیید شده است. وزارت بهداشت غزه این حادثه را کشتار همگانی توصیف کرد که در آن ۱۱۸ نفر کشته شدند. طارق ابو عظم، خبرنگار الجزیره، این حمله را بخشی از یک الگوی گسترده‌تر از حملات اسرائیل به افرادی دانست که در جستجوی کمک‌های انسانی هستند.